# Lepidostoma gigitaring
Lepidostoma gigitaring är en nattsländeart som beskrevs av Weaver och Huisman 1992. Lepidostoma gigitaring ingår i släktet Lepidostoma och familjen kantrörsnattsländor. Inga underarter finns listade i Catalogue of Life.